# 담 (태복)
담(譚, ? ~ ?)은 전한 후기의 관료이다. ‘담’은 이름자로, 성씨는 알려져 있지 않다.

## 행적
경녕 원년(기원전 33), 태복에 임명되었다.

## 출전
- 반고, 《한서》권19하 백관공경표(百官公卿表) 下

| 전임 병현 | 전한의 태복 기원전 33년 ~ 기원전 31년? | 후임 왕장 |